# Quasipaa shini
Quasipaa shini är en groddjursart som först beskrevs av Ahl 1930.  Quasipaa shini ingår i släktet Quasipaa och familjen Dicroglossidae. IUCN kategoriserar arten globalt som sårbar. Inga underarter finns listade i Catalogue of Life.